# Bulinus canescens
Bulinus canescens es una especie de molusco gasterópodo de la familia Planorbidae en el orden de los Basommatophora.

## Distribución geográfica
Se encuentra en  Angola República Democrática del Congo y Zambia.     